# Classe M15 (monitore)
La classe M15 fu un gruppo di 14 monitori della Royal Navy, tutti costruiti e varati nel 1915.

## Progetto
Le navi della classe M15 furono ordinate nel marzo 1915 come parte dell'Emergency War Programme. Furono progettate per usare le torrette da 234 mm Mk VI rimosse dalla classe Edgar e le torrette Mk X tenute in magazzino per gli incrociatori classe Drake e Cressy. Questo fece sì che le prime quattro unità della classe, prodotte dalla William Gray & Company di Hartlepool, ricevessero le torrette Mk X. Le restanti dieci navi, tutte costruite dalla Sir Raylton Dixon & Co. di Middlesbrough, ricevettero tutte le torrette Mk VI.
Durante il settembre 1915 i cannoni da 234 mm dell'M24, M25, M26 e M27 furono rimossi per essere utilizzati come artiglieria terrestre. Furono rimpiazzati con cannoni da 191/50.  La M24 e M25 ricevettero i cannoni di riserva della da poco affondata corazzata Triumph, la M26 ricevette uno dei cannoni di riserva della Swiftsure. La M27 ricevette cannoni da 152 mm.
Nel 1917, anche sulla M21 e M23 furono rimossi i cannoni da 234 mm, ricevendo in cambio i cannoni da 191/50 della decommissionata corazzata pre-dreadnought Swiftsure.
La classe aveva diverse soluzioni propulsive. La M21 e M22 furono equipaggiate con convenzionali motori a vapore a triplice espansione. La M24 ricevette un motore a cherosene a quattro cilindri. Le restanti unità erano invece propulse da motori a testa calda a quattro cilindri Bolinder.

## Servizio
La M25, M26, M27 e M28 servirono nella Dover Patrol tra il 1915 e il 1918. Le restanti unità servirono nel Mediterraneo dal 1915, con la M23 che si unì alla Dover Patrol nel giugno 1917 e la M21 nell'ottobre dello stesso anno.
Come parte dell'intervento britannico nella guerra civile russa, la M23, M24, M25 e M27 servirono in supporto delle forze britanniche e russe bianche nel Mar Bianco tra maggio e settembre 1919.
La M22 fu convertito a posamine nel 1920, mentre l'M23 divenne una nave per l'addestramento, sopravvivendo fino al 1959.

## Unità
| Nome | Varo             | Destino finale                                              |
| ---- | ---------------- | ----------------------------------------------------------- |
| M15  | 28 aprile 1915   | Affondata dall'U-38 l'11 novembre 1917                      |
| M16  | 3 maggio 1915    | Venduta il 29 gennaio 1920                                  |
| M17  | 12 maggio 1915   | Venduta il 12 maggio 1920                                   |
| M18  | 15 maggio 1915   | Venduta il 29 gennaio 1920                                  |
| M19  | 4 maggio 1915    | Venduta il 12 maggio 1920                                   |
| M20  | 11 maggio 1915   | Venduta il 29 gennaio 1920                                  |
| M21  | 27 maggio 1915   | Affondata per una mina il 20 ottobre 1918                   |
| M22  | 10 giugno 1915   | Rinominata Medea nel 1925 e venduta nel novembre 1938       |
| M23  | 17 giugno 1915   | Rinominata Claverhouse nel 1922 e venduta nel 1959          |
| M24  | 9 agosto 1915    | Venduta il 29 gennaio 1920                                  |
| M25  | 24 luglio 1915   | Autoaffondata il 16 settembre 1919                          |
| M26  | 24 agosto 1915   | Venduta il 29 gennaio 1920                                  |
| M27  | 8 settembre 1915 | Autoaffondata il 16 settembre 1919                          |
| M28  | 28 giugno 1915   | Affondata durante la Battaglia di Imbros il 20 gennaio 1918 |